# De Kleine Komedie
De Kleine Komedie (La Petite Comédie) est un théâtre d'Amsterdam situé sur les rives de l'Amstel, dans la rue du même nom. Construit en 1786, c'est le plus vieux théâtre d'Amsterdam et il peut accueillir 503 spectateurs. Il s'est développé depuis les années 1980 pour devenir le « temple du cabaret des Pays-Bas »

## Histoire
D'abord appelé  « Théâtre français sur l'Erwtemarkt », où Napoléon et le roi Guillaume Ier furent des visiteurs réguliers, le bâtiment fut ensuite transformé et appelé le Neues Deutsches Theater. De 1856 à 1864, il a accueilli l'Église missionnaire écossaise, dirigée par Carl Schwartz (en), père de l'écrivain Maarten Maartens (en). Entre 1880 et 1883, l'université libre d'Amsterdam d'Abraham Kuyper y donna des cours. De 1908 à 1935, sous le nom de Salvatori, le lieu abrita des conférences avant de devenir une remise à vélo pendant la Seconde Guerre mondiale.
En 1947, Pierre Perin et Tilly Perin-Bouwmeester (nl) donnèrent au théâtre son nom et sa destination actuelle, ouvrant la voie à des succès avec Johan Kaart, Johan Boskamp (acteur) (nl), Fons Jansen (schrijver) (nl), Wim Kan ou Toon Hermans. Le théâtre fut ensuite fermé en 1973, car les pompiers le trouvaient trop dangereux, et il fut rouvert et rénové en 1978, puis à nouveau menacé de fermeture en 1988, mais l'action de Youp van 't Hek permit de le sauver. Joost Nuissl (nl) en prit la direction, permettant les triomphes de Youp van 't Hek, Brigitte Kaandorp (nl), Lebbis en Jansen (nl), Theo Maassen (nl).

## Galerie

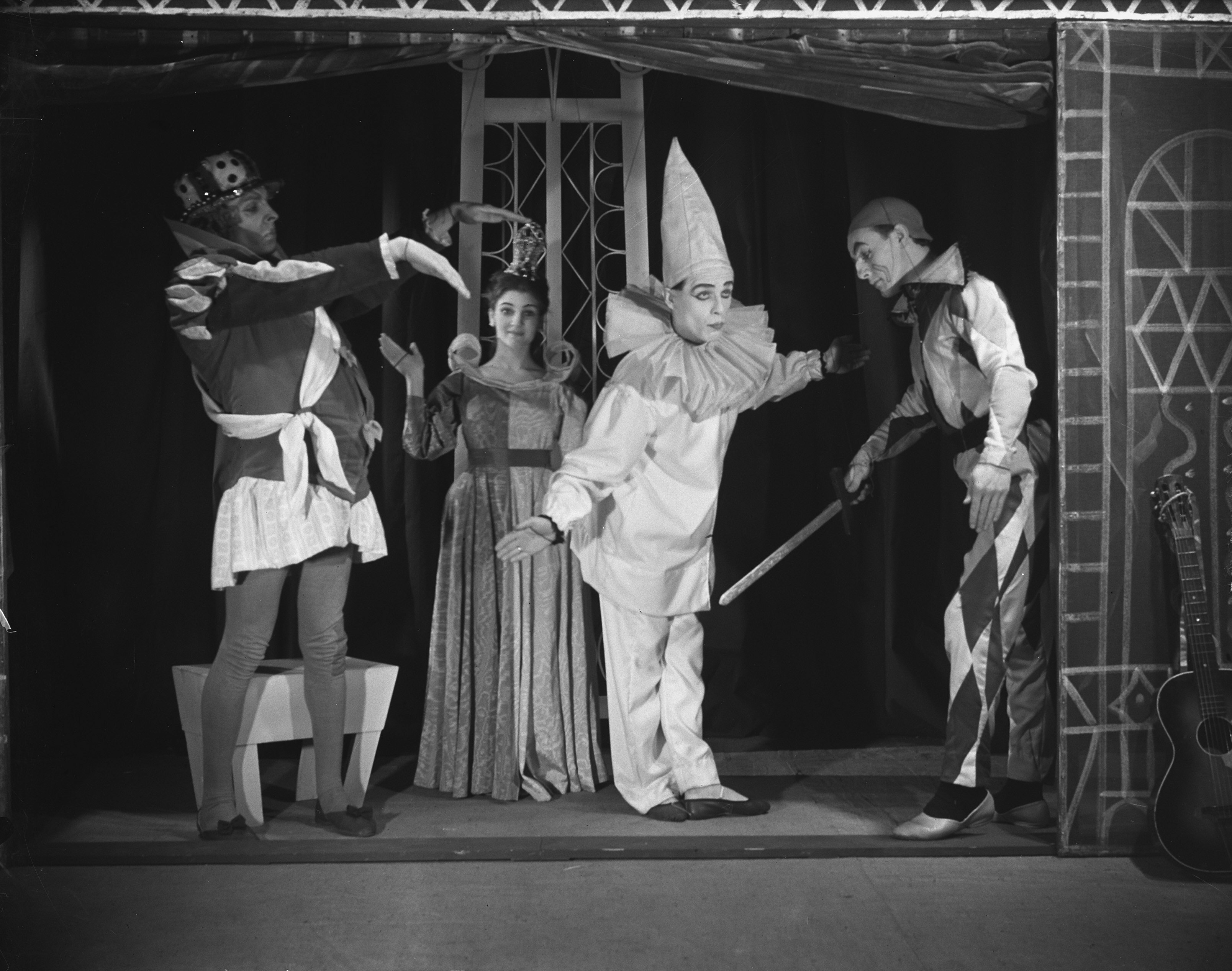
Répétition de Si j'étais roi de Jaap Hoogstra d'après une pièce de Dimitri Frenkel Frank. Mise en scène de Cruys Voorbergh (nl). Avec Cas Baas, Greet Groot, Frans 't Hoen, Paul van der Lek (nl), Cecilia Lichtveld, Jaap Maarleveld (nl) et Dick Scheffer (nl)
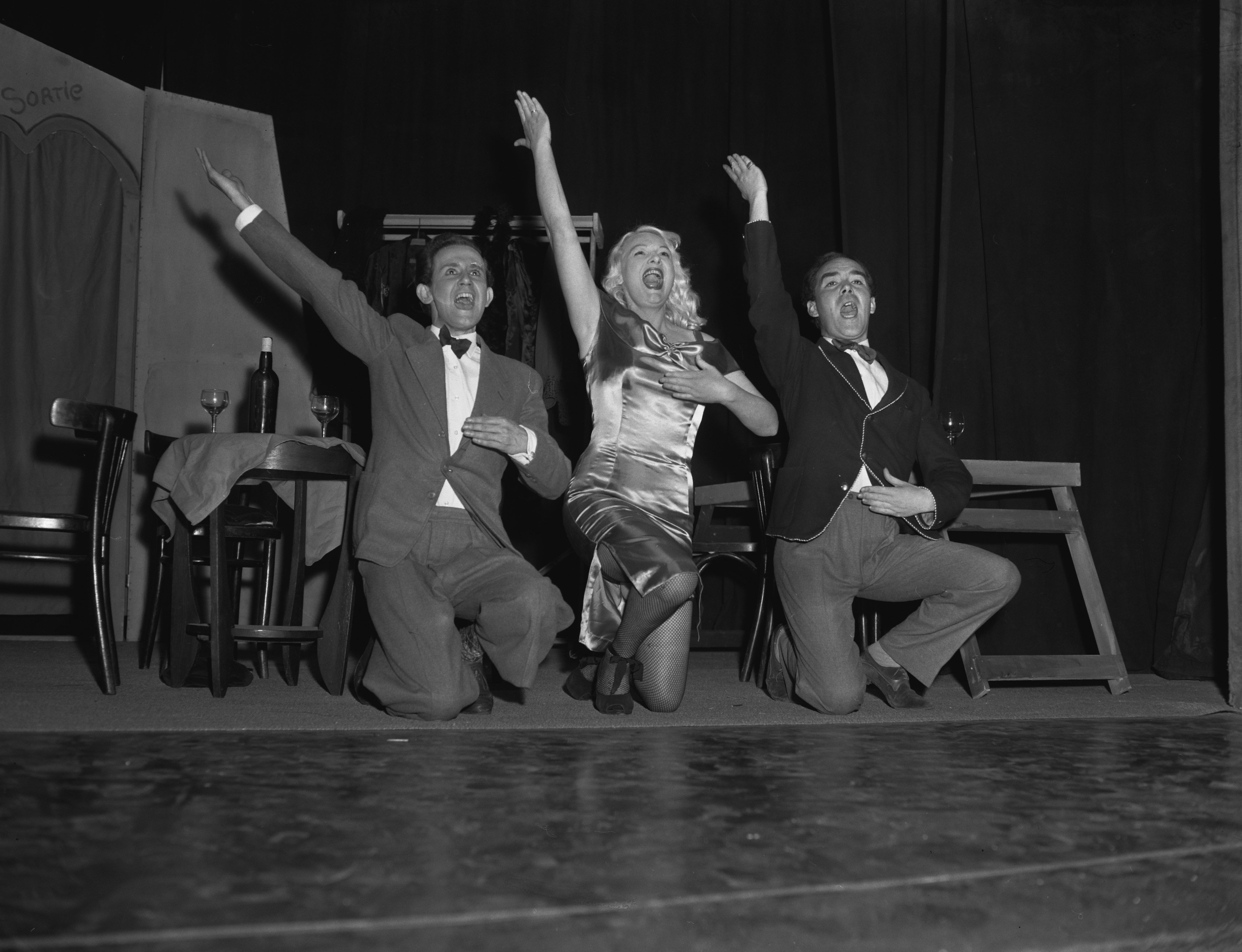
Répétition de L'Ange bleu en 1959. Wim van Rossem/Anefo
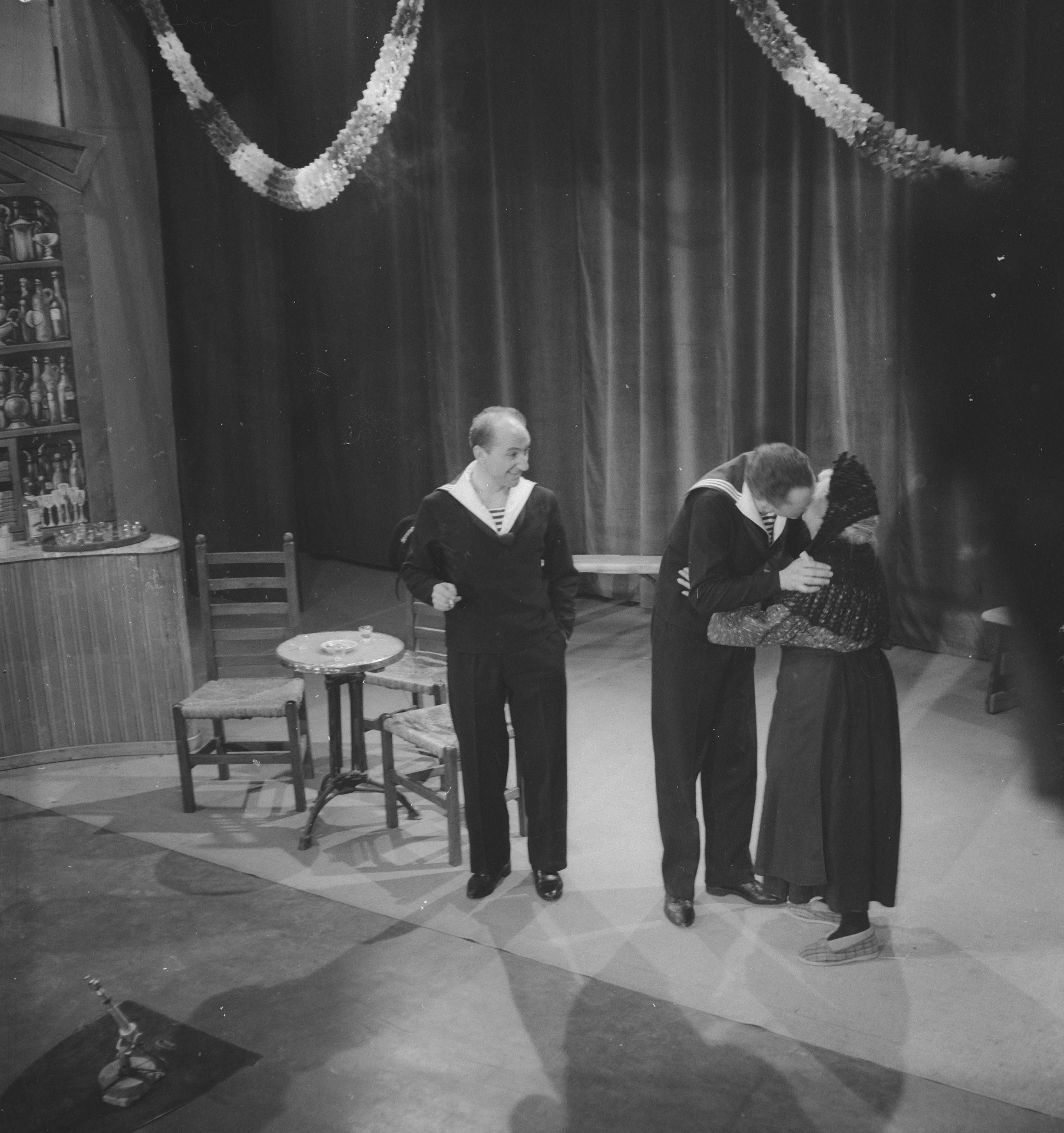
Retransmission télévisée de De Jantjes en 1961 sur VARA. Avec Fred Wiegman (en), Rudi Falkenhagen (nl), Mies Peijters-Zech. Henk Lindeboom/Anefo
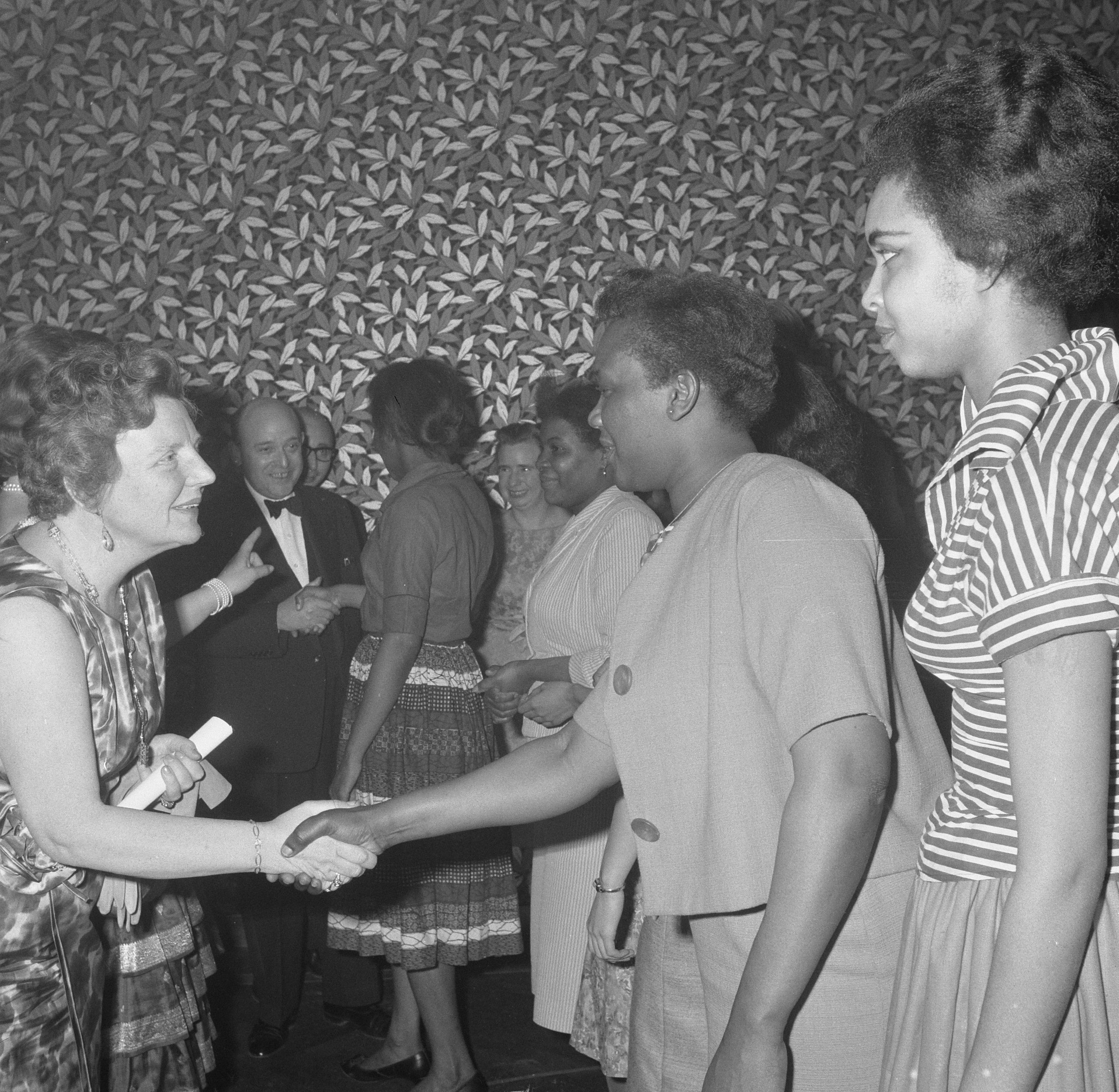
La reine Juliana et la princesse Beatrix après une représentation d'acteurs du Surinam en 1962
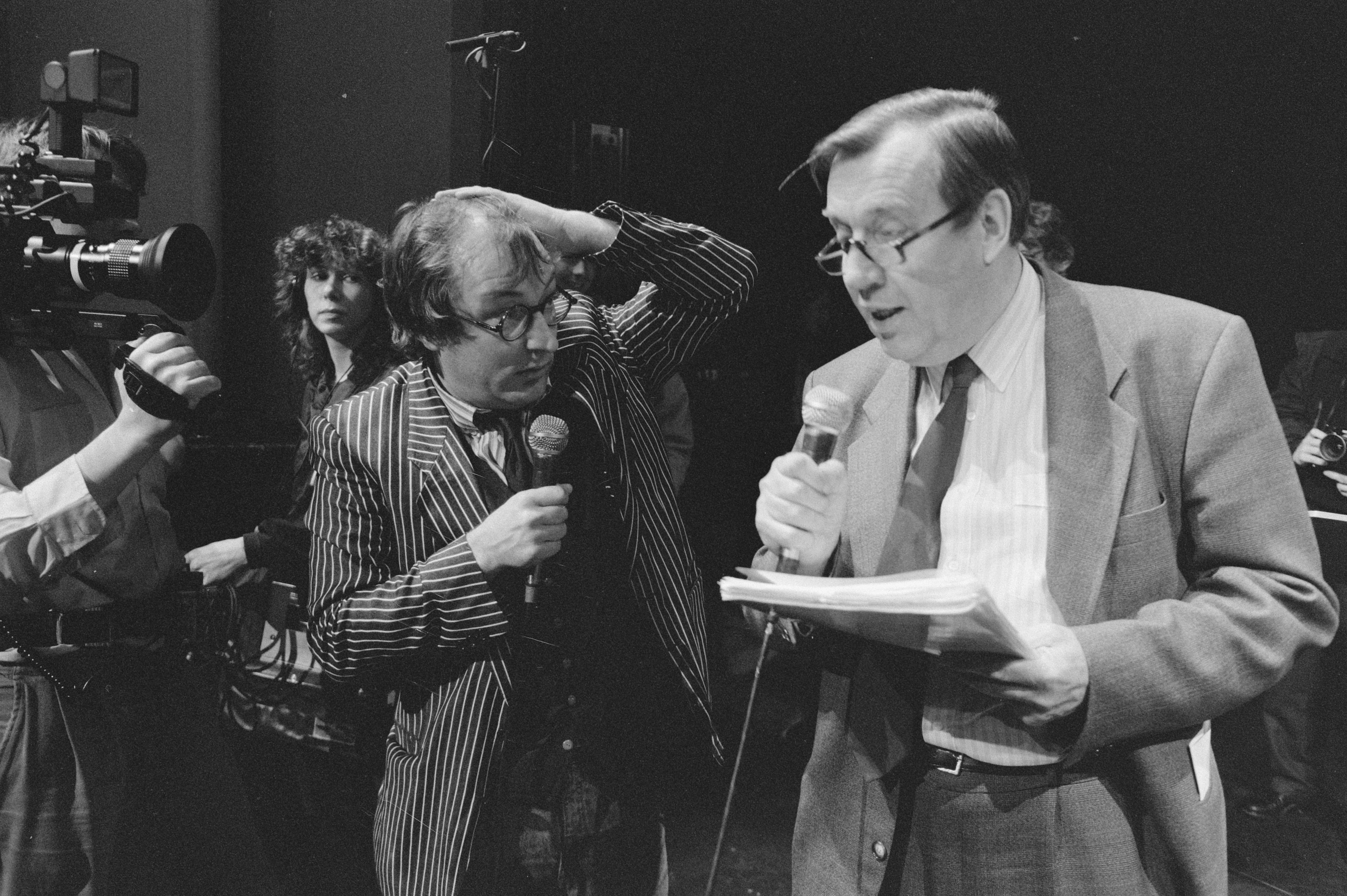
Youp van 't Hek en 1988 militant contre la fermeture du théâtre. Rob C. Croes/Anefo
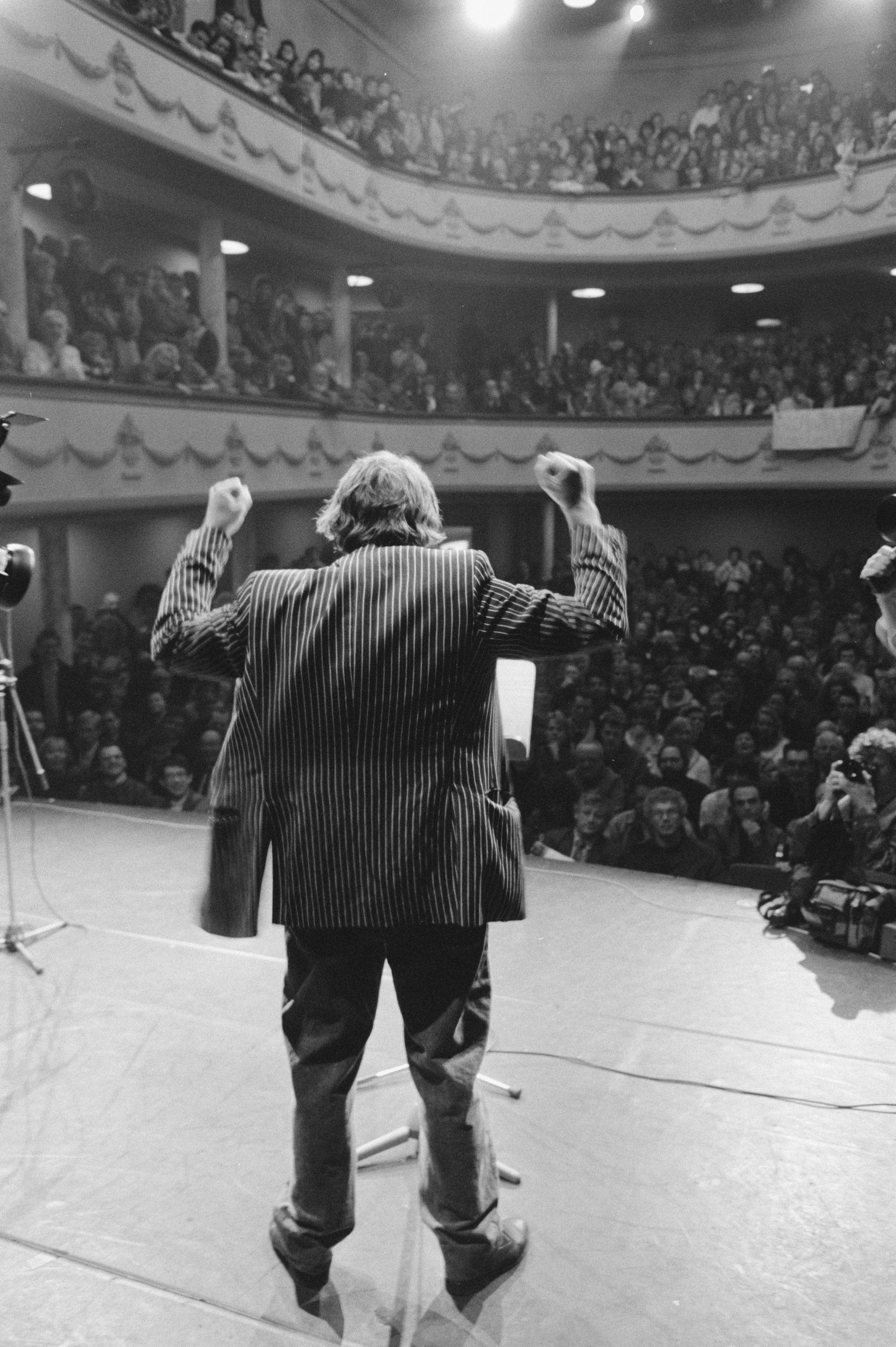
Youp van 't Henk militant contre la fermeture du théâtre en 1988. Rob C. Croes/Anefo